# أرنولد كرامر
أرنولد كرامر (بالإنجليزية: Arnold Kramer)‏ هو رسام أمريكي، ولد في 1882، وتوفي في 1976.